# Aerojet Rocketdyne

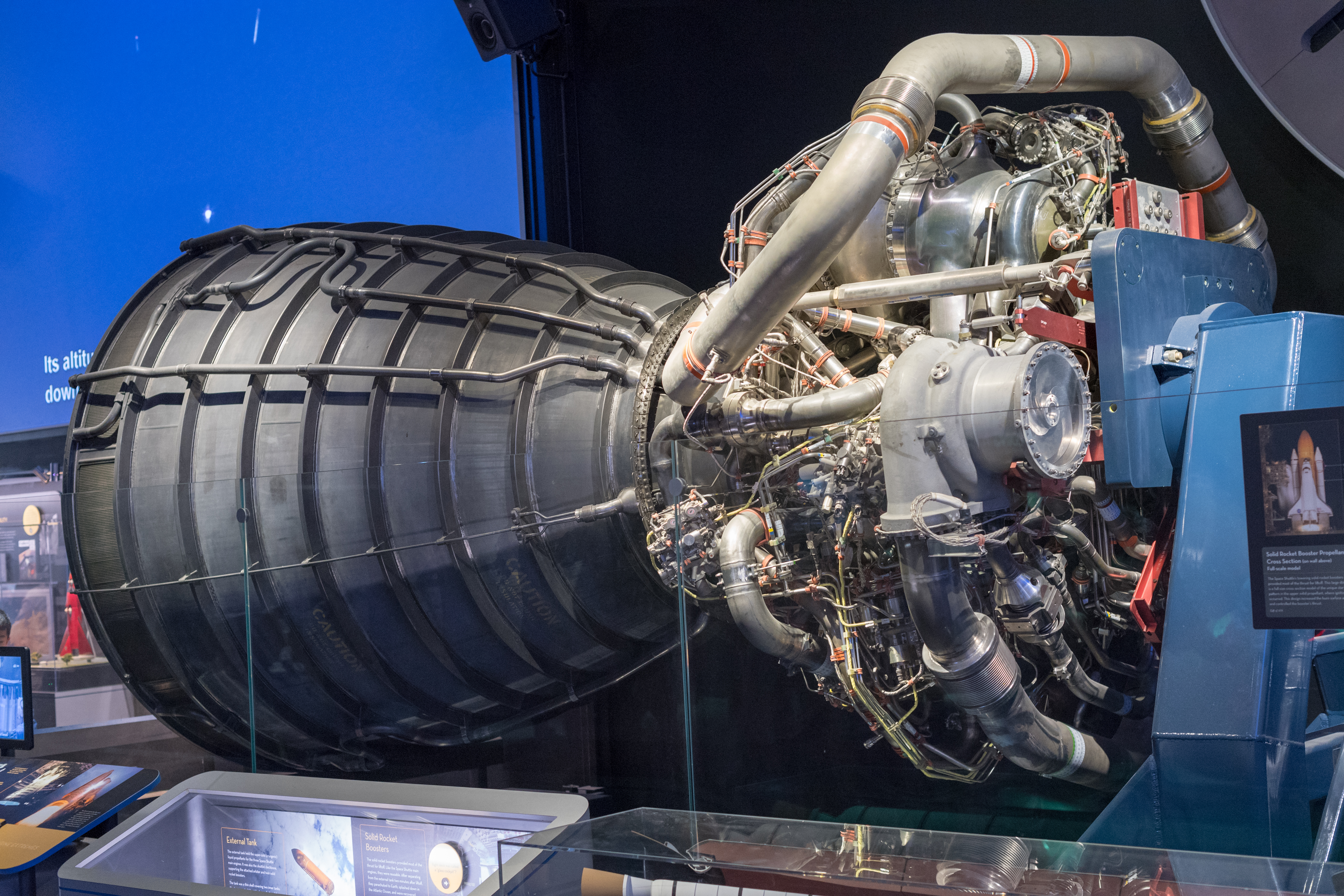
Ein RS-25-Triebwerk im National Air and Space Museum

Aerojet Rocketdyne (ehemals GenCorp) ist ein US-amerikanischer Hersteller von Raketentriebwerken für die Raumfahrt und ballistische Raketen. Zu seinen Hauptabnehmern zählt Aerojet Rocketdyne das Verteidigungsministerium der Vereinigten Staaten, die NASA, sowie privatwirtschaftliche Unternehmen wie Boeing, die United Launch Alliance, Lockheed Martin und Raytheon.

## Geschichte
Die Wurzeln des Unternehmens liegen in der General Tire and Rubber Company, die 1915 in Akron, Ohio, gegründet wurde. Der Reifenhersteller aus der inoffiziellen Hauptstadt der US-amerikanischen Kautschuk- und Gummiindustrie expandierte ab 1943 in das Geschäft mit dem Betrieb von Radiostationen. Die Rundfunk-Aktivitäten wurden zur Konzernsparte General Teleradio verschmolzen. Im Jahr 1945 übernahm man die Aerojet Engineering Corporation. Nach der Übernahme von RKO Pictures 1955 entstand die Rundfunktochter RKO General. RKO General diente später als allgemeine Beteiligungsholding des Konzerns für Geschäfte, die nicht dem Unternehmenskern der Kautschukverarbeitung zuzuordnen waren. Ab 1984 diente die neue Dachgesellschaft GenCorp als Holding für das Reifengeschäft und die Rundfunkbeteiligungen. Auf Drängen der Federal Communications Commission wurde die Rundfunksparte 1986 an die Music Corporation of America abgetreten. Im Zusammenhang mit dieser Umstrukturierung wurde entschieden, das Geschäft mit der Raumfahrttechnik Aerojets zu forcieren und auch die Reifenfabrikation, den ehemaligen Kern des Unternehmens, zu desinvestieren, der Reifenhersteller General Tire wurde 1987 an Continental verkauft.
Durch die Übernahme von Pratt & Whitney Rocketdyne von United Technologies durch GenCorp 2013 entstand schließlich die Unternehmenstochter Aerojet Rocketdyne. Im Jahr 2015 firmierte der gesamte Konzern von GenCorp in Aerojet Rocketdyne Holdings um.
Im Juli 2023 wurde Aerojet Rocketdyne von L3Harris Technologies übernommen. Die Übernahme soll einen Wert von 4,7 Milliarden US-Dollar besitzen. Zuvor scheiterte ein Übernahmeversuch von Lockheed Martin aufgrund einer Beschwerde der Federal Trade Commission.